# Nervieux
Nervieux és un municipi francès situat al departament del Loira i a la regió d'Alvèrnia-Roine-Alps. L'any 2007 tenia 892 habitants.

## Demografia

### Població
El 2007 la població de fet de Nervieux era de 892 persones. Hi havia 354 famílies de les quals 96 eren unipersonals (46 homes vivint sols i 50 dones vivint soles), 108 parelles sense fills, 125 parelles amb fills i 25 famílies monoparentals amb fills.
La població ha evolucionat segons el següent gràfic:
Habitants censats

### Habitatges
El 2007 hi havia 441 habitatges, 358 eren l'habitatge principal de la família, 54 eren segones residències i 29 estaven desocupats. 408 eren cases i 27 eren apartaments. Dels 358 habitatges principals, 262 estaven ocupats pels seus propietaris, 83 estaven llogats i ocupats pels llogaters i 13 estaven cedits a títol gratuït; 1 tenia una cambra, 23 en tenien dues, 35 en tenien tres, 102 en tenien quatre i 196 en tenien cinc o més. 150 habitatges disposaven pel capbaix d'una plaça de pàrquing. A 140 habitatges hi havia un automòbil i a 162 n'hi havia dos o més.

### Piràmide de població
La piràmide de població per edats i sexe el 2009 era:
| Homes | Edats   | Dones |
| ----- | ------- | ----- |
| 0     | 95 o +  | 0     |
| 0     | 90 a 94 | 16    |
| 8     | 85 a 89 | 32    |
| 8     | 80 a 84 | 4     |
| 20    | 75 a 79 | 4     |
| 24    | 70 a 74 | 24    |
| 8     | 65 a 69 | 16    |
| 20    | 60 a 64 | 28    |
| 16    | 55 a 59 | 12    |
| 32    | 50 a 54 | 16    |
| 24    | 45 a 49 | 32    |
| 24    | 40 a 44 | 20    |
| 44    | 35 a 39 | 36    |
| 4     | 30 a 34 | 20    |
| 36    | 25 a 29 | 16    |
| 16    | 20 a 24 | 8     |
| 20    | 15 a 19 | 36    |
| 60    | 10 a 14 | 16    |
| 16    | 5 a 9   | 16    |
| 24    | 0 a 4   | 12    |

## Economia
El 2007 la població en edat de treballar era de 550 persones, 407 eren actives i 143 eren inactives. De les 407 persones actives 361 estaven ocupades (201 homes i 160 dones) i 46 estaven aturades (19 homes i 27 dones). De les 143 persones inactives 51 estaven jubilades, 50 estaven estudiant i 42 estaven classificades com a «altres inactius».

### Ingressos
El 2009 a Nervieux hi havia 368 unitats fiscals que integraven 937,5 persones, la mediana anual d'ingressos fiscals per persona era de 16.690 €.

### Activitats econòmiques
Dels 37 establiments que hi havia el 2007, 2 eren d'empreses alimentàries, 5 d'empreses de fabricació d'altres productes industrials, 7 d'empreses de construcció, 6 d'empreses de comerç i reparació d'automòbils, 3 d'empreses de transport, 5 d'empreses d'hostatgeria i restauració, 1 d'una empresa financera, 3 d'empreses immobiliàries, 2 d'empreses de serveis, 1 d'una entitat de l'administració pública i 2 d'empreses classificades com a «altres activitats de serveis».
Dels 8 establiments de servei als particulars que hi havia el 2009, 2 eren tallers de reparació d'automòbils i de material agrícola, 1 paleta, 2 guixaires pintors, 1 lampisteria, 1 perruqueria i 1 restaurant.
L'únic establiment comercial que hi havia el 2009 era una fleca.
L'any 2000 a Nervieux hi havia 22 explotacions agrícoles que ocupaven un total de 1.072 hectàrees.

## Equipaments sanitaris i escolars
El 2009 hi havia una escola elemental.

## Poblacions més properes
El següent diagrama mostra les poblacions més properes.